# Villars-en-Pons
Villars-en-Pons é uma comuna francesa na região administrativa da Nova Aquitânia, no departamento de Charente-Maritime. Estende-se por uma área de 13,32 km². Em 2010 a comuna tinha 582 habitantes (densidade: 43,7 hab./km²).